# Gesta Hammaburgensis ecclesiae pontificum
La Gesta Hammaburgensis ecclesiae pontificum est un traité littéraire écrit entre 1075 et 1080 par Adam de Brême. Il couvre la période à partir de 788 jusqu'à la date de sa rédaction.

## Contenu
Le traité consiste en : 
- Liber I
- Liber II
- Liber III
- Descriptio insularum aquilonis (Une description des îles nordiques)
- M. Adami epilogus ad liemarum episcopum.

Le traité est l'une des sources les plus importantes de l'histoire et de la géographie du nord de l'Allemagne et de la Scandinavie. Il couvre les relations qui existaient entre les Saxons, les Wendes et les Danes. Le quatrième livre du traité couvre la géographie de la Scandinavie et des régions de la mer Baltique, mais aussi de l'Islande, du Groenland et du Vinland (Amérique du Nord). De ce fait, au chapitre 38, ce livre est le plus ancien mentionnant le continent nord-américain.
Le troisième livre est centré sur la biographie de l'archevêque Adalbert de Hambourg. Adam a basé ses travaux en partie sur les ouvrages d'Éginhard, de Cassiodore et d'autres historiens l'ayant précédé, en consultant la bibliothèque de l'église de Brême. Le texte tel qu'il a été présenté à l'évêque Liemar est achevé en 1075/1076.
Adam est aussi une source importante concernant le paganisme des Vikings. La description du temple d'Uppsala est l'un des plus célèbres extraits de la Gesta.